# Europese Insolventieverordening

Europese vlag

De Europese Insolventieverordening (Verordening 1346/2000/EG), van kracht sinds mei 2002, geeft uniforme verwijzingsregels betreffende insolventieprocedures binnen de EU die een connectie hebben met meer dan een lidstaat.
De EU Insolventieverordening kent een systeem van hoofdprocedures die kunnen worden geopend in de lidstaat waar de debiteur zijn centrum van voornaamste belangen heeft. Indien de debiteur in een of meerdere EU-lidstaten echter over een vestiging beschikt, dan mag aldaar aan de hoofdprocedure ondergeschikte secundaire (territoriale) procedures worden geopend. Om de communicatie en coördinatie tussen hoofd- en territoriale procedures doeltrefftend te laten verlopen, geeft de Insolventieverordening de curatoren een samenwerkings- en kennisgevingsplicht die betrekking heeft op alle relevante feiten ten aanzien van het verloop en/of afwikkeling van de betreffende insolventieprocedure. Deze plicht geldt over het algemeen ook voor de aangezochte rechters.
Deze Verordening van 2000 werd met ingang van 26 juni 2017 door de nieuwe Verordening: Verordening (EU) 2015/848 van het Europees Parlement en de Raad van 20 mei 2015 betreffende insolventieprocedures